# Icíar Astiasarán
Icíar Astiasarán Anchía  (Arechavaleta, Guipúzcoa, País Vasco; 3 de julio de 1960) es una farmacéutica y catedrática española de Nutrición y Bromatología en la Universidad de Navarra. Astiasarán es la actual vicepresidenta de la Academia de las Ciencias, de las Artes y de las Letras del País Vasco desde 2021.

## Biografía
Licenciada (1982) y doctora (1985) en Farmacia por la Universidad de Navarra, donde también fue decana (2004-2011) y Vicerrectora de investigación (2011-2022).
Catedrática de Nutrición y Bromatología (2006). Es codirectora del Instituto de Ciencias de la Alimentación de la Universidad de Navarra (ICAUN) y directora del Centro de Investigación en Nutrición de la Universidad de Navarra.
Ha sido miembro de diversos comités científicos de congresos y asociaciones, y es evaluadora de las agencias de calidad ANECA (nacional), UNIQUAL (País Vasco) y AGAE (Andalucía), y de diversas revistas científicas de las áreas de Food Science and Technology, Nutrition and Dietetics.
Ha impartido docencia en: Universidad del País Vasco, Universidad Pública de Navarra y Universidad de Navarra.
Sus principales áreas de investigación son: la calidad alimentaria, los aspectos nutricionales de la carne y sus derivados, la fracción lipídica de los alimentos y la seguridad alimentaria: la formación de óxidos de colesterol en los alimentos.
Está casada y es madre de seis hijos.

## Asociaciones a las que pertenece
- Académico correspondiente de la Real Academia Nacional de Farmacia.
- Vicepresidenta de Jakiunde, Academia de las Ciencias, de las Artes y de las Letras del País Vasco (2021)
- Miembro de honor de la Academia Española de Nutrición y Dietética.[5]

## Distinciones
- Medalla de Oro otorgada por la Diputación Foral de Guipúzcoa (2006).[11]
- Premio José María Busca Isusi, otorgado por la Academia Vasca de Gastronomía (2006).[12]
- Premio Un farmacéutico con trayectoria profesional significativa, otorgado por el Colegio Oficial de Farmacéuticos de Navarra (2011)[13]